# مارك روزنبرغ (منتج أفلام)
مارك روزنبرغ (بالإنجليزية: Mark Rosenberg)‏ هو منتج أفلام أمريكي، ولد في 22 أكتوبر 1948 في نيوجيرسي في الولايات المتحدة، وتوفي في 6 نوفمبر 1992 في ستانتون في الولايات المتحدة.

## وصلات خارجية
- مارك روزنبرغ على موقع IMDb (الإنجليزية)
- مارك روزنبرغ على موقع ميوزك برينز (الإنجليزية)
- مارك روزنبرغ على موقع قاعدة بيانات الفيلم (الإنجليزية)